# Cheiraster granulatus
Cheiraster granulatus är en sjöstjärneart som beskrevs av Ludwig 1910. Cheiraster granulatus ingår i släktet Cheiraster och familjen nålsjöstjärnor. Inga underarter finns listade i Catalogue of Life.